# Palaquium herveyi
Palaquium herveyi là một loài thực vật có hoa trong họ Hồng xiêm. Loài này được King & Gamble mô tả khoa học đầu tiên năm 1906.